# 釣寄新
- 日本 > 新潟県 > 新潟市 > 南区 (新潟市) > 釣寄新
- 日本 > 新潟県 > 新潟市 > 西蒲区 > 釣寄新

釣寄新（つりよせしん）は、新潟県新潟市南区及び西蒲区の町字。郵便番号は950-1312。

## 概要
1889年（明治22年）から現在の大字。中ノ口川中流左岸に位置する。もとは江戸時代から1889年（明治22年）まであった釣寄新村の区域の一部。

### 隣接する町字
北から東回り順に、以下の町字と隣接する。
- 西区大原
- 木滑
- 東長嶋
- 釣寄

## 歴史
慶安年間に釣寄村の村松三太郎が開発し、1652年（承応元年）に釣寄村から分村した。はじめは釣寄新田村と称したが、1670年（寛文10年）に釣寄新村に改称する。

### 年表
- 1889年（明治22年）4月1日 : 合併により中合村の大字となる。
- 1906年（明治39年）4月1日 : 合併により月潟村の大字となる。
- 2005年（平成17年）3月21日 : 合併により新潟市の大字となる。
- 2007年（平成19年）4月1日 : 新潟市の政令指定都市移行により、南区及び西蒲区の大字となる。

## 世帯数と人口
2018年（平成30年）1月31日現在の世帯数と人口は以下の通りである。
| 区     | 大字   | 世帯数 | 人口 |
| ------ | ------ | ------ | ---- |
| 南区   | 釣寄新 | 13世帯 | 48人 |
| 西蒲区 | 釣寄新 | 0世帯  | 0人  |

## 小・中学校の学区
市立小・中学校に通う場合、学区は以下の通りとなる。
| 番地 | 小学校             | 中学校             |
| ---- | ------------------ | ------------------ |
| 全域 | 新潟市立月潟小学校 | 新潟市立月潟中学校 |